# 阿爾蒙德角
63°53′S 59°30′W / 63.883°S 59.500°W
阿爾蒙德角（英語：Almond Point）是南極洲的海岬，位於特里尼蒂半島的夏科灣，英國探險隊在1948年把該海岬繪入地圖，現時由南極條約體系管理。